# Percy Grainger
Percy Aldridge Grainger, nascut George Percy Grainger (Melbourne, Australia, 8 de juliol, 1882 - White Plains (Nova York), 20 de febrer de 1961) va ser un compositor, arranjador i pianista nascut a Austràlia que es va traslladar als Estats Units el 1914 i es va convertir en ciutadà nord-americà el 1918.
En el transcurs d'un llarg i llarg carrera innovadora va tenir un paper destacat en el ressorgiment de l'interès per la música popular britànica als primers anys del segle xx. Encara que gran part del seu treball va ser experimental i inusual, la peça amb la qual s'associa més generalment és el seu arranjament per a piano de la melodia de dansa popular "Country Gardens".

## Biografia
Grainger va deixar Austràlia als 13 anys per assistir al Conservatori Hoch de Frankfurt. Entre 1901 i 1914 es va establir a Londres, on es va establir primer com a pianista de societat i més tard com a concertista, compositor i col·leccionista de melodies populars originals. A mesura que la seva reputació creixia, va conèixer moltes de les figures significatives de la música europea, i va establir importants amistats amb Frederick Delius i Edvard Grieg. Es va convertir en un campió de la música i la cultura nòrdica, el seu entusiasme pel qual expressava sovint en cartes privades, de vegades en termes cruament racials o antisemites.
El 1914, Grainger es va traslladar als Estats Units, on va viure la resta de la seva vida, tot i que va viatjar molt per Europa i Austràlia. Va servir breument com a bandman a l'exèrcit dels Estats Units durant la Primera Guerra Mundial fins al 1917-1918, i va prendre la ciutadania nord-americana el 1918. Després del suïcidi de la seva mare el 1922, es va implicar cada vegada més en el treball educatiu. També va experimentar amb màquines de música, que esperava que substituïssin la interpretació humana. A la dècada de 1930 va establir el Museu Grainger a Melbourne, el seu lloc de naixement, com a monument a la seva vida i obres, i com a futur arxiu de recerca. A mesura que es va anar fer gran, va continuar donant concerts i revisant i reordenant les seves pròpies composicions, mentre escrivia poca música nova. Després de la Segona Guerra Mundial, la malaltia va reduir el seu nivell d'activitat. Considerava la seva carrera un fracàs. Va donar el seu últim concert l'any 1960, menys d'un any abans de la seva mort.

## Joventut
Antecedents familiars

Grainger va néixer a Brighton, al sud-est de Melbourne. El seu pare, John Grainger, un arquitecte d'origen anglès que havia emigrat a Austràlia el 1877, va guanyar el reconeixement pel seu disseny del Princes Bridge a través del riu Yarra a Melbourne; La seva mare Rose Annie Aldridge era filla de l'hoteler d'Adelaida George, Aldridge.
John Grainger era un artista consumat, amb amplis interessos culturals i un ampli cercle d'amics. Entre aquests incloïa David Mitchell, la filla del qual Helen va guanyar més tard fama mundial com a soprano d'òpera sota el nom de Nellie Melba. Les afirmacions de John d'haver-la "descobert" són infundades, encara que va poder haver-li ofert ànims. John era un gran bevedor i un promiscu sexual, segons va saber Rose després del matrimoni, havia engendrat un fill a Anglaterra abans de venir a Austràlia. La seva promiscuïtat va posar profundes tensions a la relació. Rose va descobrir poc després del naixement del seu fill, Percy que havia contret una forma de sífilis del seu marit. Malgrat això, els Grainger es van mantenir junts fins al 1890, quan John va anar a Anglaterra per rebre tractament mèdic. Després del seu retorn a Austràlia, van viure separats. Rose es va fer càrrec de la feina de criar Percy, mentre John va seguir la seva carrera com a arquitecte en cap del Departament de Obres Públiques d'Austràlia Occidental. Va tenir una feina privada, dissenyant la casa de Nellie Melba, Coombe Cottage, a Coldstream.

## Infància

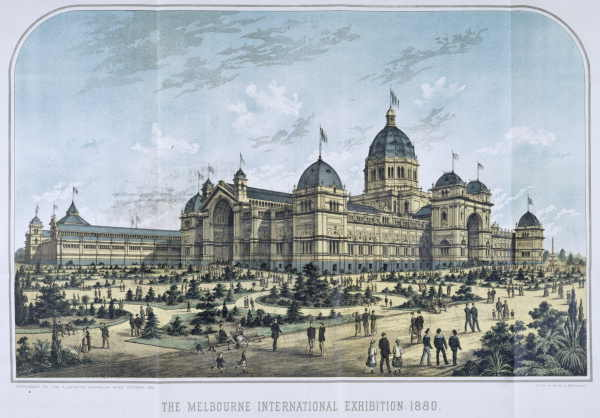
Una litografia de 1880 del Royal Exhibition Building, Melbourne, lloc dels primers concerts de Percy Grainger, octubre de 1894

Excepte durant tres mesos d'escolarització formal quan tenia 12 anys, durant els quals va ser assetjat i ridiculitzat pels seus companys de classe, Percy va ser educat a casa. La seva mare Rose, una autodidacta amb una presència dominant, va supervisar els seus estudis de música i literatura i va contractar altres tutors d'idiomes, art i teatre. Des de les seves primeres lliçons, Percy va desenvolupar una fascinació de tota la vida per la cultura nòrdica; escrivint al final de la vida, va dir que la saga islandesa de Grettir the Strong era "la influència artística més forta en la meva vida". A més de mostrar talents musicals precoços, va mostrar considerables dots primerencs com a artista, fins al punt que els seus tutors pensaven que el seu futur podria residir en l'art més que en la música. Als 10 anys va començar a estudiar piano amb Louis Pabst, un alemany nascut a Kaliningrad i graduat al Conservatori de Moscou, llavors el principal professor de piano de Melbourne. La primera composició coneguda de Grainger, "A Birthday Gift to Mother", data de 1893. Pabst va organitzar les primeres aparicions en concert públic de Grainger, al "Masonic Hall" de Melbourne el juliol i setembre de 1894. L'infant va interpretar obres de Bach, Beethoven, Schumann i Scarlatti, i va rebre un càlid compliment a la premsa de Melbourne.
Després que Pabst tornés a Europa a la tardor de 1894, la nova tutora de piano de Grainger, Adelaide Burkitt, va organitzar les seves aparicions en una sèrie de concerts l'octubre de 1894 al "Royal Exhibition Building" de Melbourne. La mida d'aquest enorme local va horroritzar el jove pianista; no obstant això, la seva actuació va fer les delícies dels crítics de Melbourne, que el van batejar com "el fenomen dels cabells de lli que tocava com un mestre". Aquesta aclamació pública va ajudar a Rose a decidir que el seu fill hauria de continuar els seus estudis al Conservatori Hoch de Frankfurt, Alemanya, una institució recomanada per William Laver, cap d'estudis de piano del Conservatori de música de Melbourne. L'assistència financera es va aconseguir mitjançant un concert benèfic de recaptació de fons a Melbourne i un recital final a Adelaide, després del qual mare i fill van marxar d'Austràlia cap a Europa el 29 de maig de 1895. Encara que Grainger mai va tornar permanentment a Austràlia, va mantenir considerables sentiments patriòtics per la seva terra natal, i estava orgullós de la seva herència australiana.

## Frankfurt
A Frankfurt, Rose es va establir com a professora d'anglès; els seus ingressos es van complementar amb les contribucions de John Grainger, que s'havia establert a Perth. La reputació del Conservatori Hoch per a l'ensenyament del piano s'havia vist millorada pel mandat, fins al 1892, de Clara Schumann com a cap d'estudis de piano. El tutor de piano de Grainger va ser James Kwast, que va desenvolupar les habilitats del seu jove alumne fins al punt que, en un any, Grainger va ser elogiat com un prodigi. Grainger va tenir relacions difícils amb el seu professor de composició original, Iwan Knorr; es va retirar de les classes de Knorr per estudiar composició en privat amb Karl Klimsch, un compositor aficionat i entusiasta de la música popular, a qui més tard honoraria com "el meu únic professor de composició".
Juntament amb un grup d'estudiants britànics una mica més grans (Roger Quilter, Balfour Gardiner, Cyril Scott i Norman O'Neill, tots els quals es van convertir en amics seus), Grainger va ajudar a formar el Grup de Frankfurt. El seu objectiu a llarg termini era rescatar la música britànica i escandinava del que consideraven les influències negatives de la música centreeuropea. Encoratjat per Klimsch, Grainger es va allunyar de compondre pastitxes clàssics que recordaven a Händel, Haydn i Mozart, i va desenvolupar un estil compositiu personal, l'originalitat i maduresa del qual ràpidament va impressionar i sorprendre els seus amics. En aquest moment Grainger va descobrir la poesia de Rudyard Kipling i va començar a posar-la en música; segons Scott, "Cap poeta i compositor les ha captat tan adequadament des de Heine i Schumann".
Després d'acompanyar el seu fill en una llarga gira europea l'estiu de 1900, Rose, la salut de la qual havia estat dolenta durant un temps, va patir un col·lapse nerviós i ja no va poder treballar. Per reemplaçar els ingressos perduts, Grainger va començar a donar classes de piano i actuacions públiques; el seu primer recital en solitari va ser a Frankfurt el 6 de desembre de 1900. Mentrestant, va continuar els seus estudis amb Kwast i va augmentar el seu repertori fins que va estar segur que podria mantenir-se a si mateix i a la seva mare, com a concertista de pianista. Després d'haver escollit Londres com a futura base, el maig de 1901 Grainger va abandonar els seus estudis. Amb Rose, va marxar de Frankfurt cap al Regne Unit.
Abans de marxar de Frankfurt, Grainger s'havia enamorat de la filla de Kwast, Mimi. En un assaig autobiogràfic datat el 1947, diu que "ja estava boig pel sexe" en aquell moment, quan tenia 19 anys. John Bird, el biògraf de Grainger, registra que durant els seus anys de Frankfurt, Grainger va començar a desenvolupar apetits sexuals que eren "marcadament anormals"; als 16 anys havia començat a experimentar en flagel·lació i altres pràctiques sadomasoquistes, que va continuar perseguint durant la major part de la seva vida adulta. Bird conjectura que la fascinació de Grainger pels temes del càstig i el dolor derivava de la dura disciplina a la qual Rose l'havia sotmès quan era nen.

## Anys de Londres
Pianista de concert

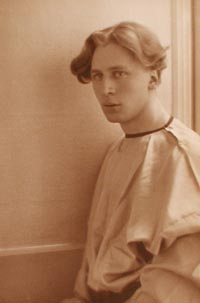
Grainger el 1903, fotografiat per Adolph de Meyer

A Londres, l'encant, la bona aparença i el talent de Grainger (amb una mica d'ajuda de la comunitat australiana local) van assegurar que ràpidament fos acceptat com a pianista per mecenes rics. Aviat va actuar en concerts a cases particulars. El crític del Times va informar després d'una d'aquestes aparicions que la interpretació de Grainger "va revelar una intel·ligència rara i una bona visió artística". El 1902 va ser presentat per la socialité Lillith Lowrey a la reina Alexandra, que després va assistir amb freqüència als seus recitals a Londres. Lowrey, 20 anys més gran de Grainger, va canviar el patrocini i els contactes per favors sexuals; va qualificar la relació de "feina d'amor". Va ser la primera dona amb qui va tenir relacions sexuals; més tard va escriure sobre aquesta trobada inicial que havia experimentat "una esllavissada aclaparadora" de sentiment, i que "pensava que estava a punt de morir. Si no recordo malament, només vaig experimentar por a la mort. No crec que hi hagi entrat cap alegria".
El febrer de 1902 Grainger va fer la seva primera aparició com a solista de piano amb una orquestra, tocant el primer concert per a piano de Txaikovski amb la Bath Pump Room Orchestra. L'octubre d'aquell any va fer una gira per Gran Bretanya en un concert amb Adelina Patti, la cantant d'òpera italiana. Patti va ser molt presa pel jove pianista i va profetitzar una carrera gloriosa per a ell. L'any següent va conèixer el compositor i pianista germano-italià Ferruccio Busoni. Inicialment els dos homes estaven en termes cordials (Busoni es va oferir a donar lliçons a Grainger gratuïtament) i, com a resultat, Grainger va passar part de l'estiu de 1903 a Berlín com a alumne de Busoni. Tanmateix, la visita no va ser un èxit; com observa Bird, Busoni havia esperat "un esclau voluntari i un deixeble adorador", un paper que Grainger no estava disposat a complir. Grainger va tornar a Londres el juliol de 1903; gairebé immediatament va marxar amb Rose en una gira de 10 mesos per Austràlia, Nova Zelanda i Sud-àfrica, com a membre d'una festa organitzada per la contralt australiana Ada Crossley.

## Compositor emergent
Abans d'anar a Londres, Grainger havia compost nombrosos escenes de Kipling i les seves primeres peces orquestrals madures. A Londres, quan va trobar temps va continuar component; una carta a Balfour Gardiner datada el 21 de juliol de 1901 indica que estava treballant en la seva Marching Song of Democracy (un ambient de Walt Whitman), i que havia fet un bon progrés amb les obres experimentals Train Music i Charging Irishrey. En els seus primers anys a Londres també va compondre Hill Song Number 1 (1902), una peça instrumental molt admirada per Busoni. El 1905, inspirat en una conferència pronunciada per la pionera historiadora de cançons populars Lucy Broadwood, Grainger va començar a recollir cançons populars originals. Començant a Brigg a Lincolnshire, durant els cinc anys següents va reunir i transcriure més de 300 cançons d'arreu del país, incloent molt material que mai s'havia escrit abans. A partir de 1906 Grainger va utilitzar un fonògraf, un dels primers col·leccionistes a fer-ho, i per aquest mitjà va reunir més de 200 enregistraments en cilindres d'Edison de cantants populars nadius. Aquestes activitats van coincidir amb el que Bird anomena "els dies halcyon del First English Folksong Revival".[nota, 1]
A mesura que augmentava la seva estatura en el món de la música, Grainger es va familiaritzar amb moltes de les seves figures principals, com Vaughan Williams, Elgar, Strauss i Debussy. El 1907 va conèixer Frederick Delius, amb qui va aconseguir una relació immediata: els dos músics tenien idees similars sobre la composició i l'harmonia, i compartien una aversió pels mestres clàssics alemanys. Tots dos es van inspirar en la música popular; Grainger va donar a Delius la seva configuració de la cançó popular Brigg Fair, que el compositor més gran, va desenvolupar en la seva coneguda rapsòdia orquestral, dedicada a Grainger. Els dos van romandre amics íntims fins a la mort de Delius el 1934.

Grainger va conèixer Edvard Grieg per primera vegada a casa del financer londinenc Sir Edgar Speyer, el maig de 1906. Com a estudiant, Grainger havia après a apreciar l'originalitat harmònica del noruec, i el 1906 tenia diverses peces de Grieg en el seu repertori de concerts, inclòs el concert per a piano. Grieg va quedar molt impressionat amb la interpretació de Grainger i va escriure:
| « | "He escrit danses camperoles noruegues que ningú al meu país pot tocar, i aquí ve aquest australià que les toca com s'haurien de tocar! És un geni que els escandinaus no podem tocar ni fer una altra cosa que no sigui l'amor." | » |

 Durant 1906–07 els dos van mantenir una correspondència mútuament elogiosa, que va culminar amb la visita de deu dies de Grainger el juliol de 1907 a la casa noruega del compositor, "Troldhaugen" prop de Bergen. Aquí els dos van passar molt de temps revisant i assajant el concert per a piano en preparació per al Festival de Leeds d'aquell any. Els plans per a una relació laboral a llarg termini es van acabar amb la mort sobtada de Grieg el setembre de 1907; no obstant això, aquest relativament breu coneixement va tenir un impacte considerable en Grainger, i va defensar la música de Grieg durant la resta de la seva vida.
Després de complir una agenda agitada de concerts a Gran Bretanya i Europa continental, l'agost de 1908 Grainger va acompanyar Ada Crossley en una segona gira per Australàsia, durant la qual va afegir diversos cilindres de música maorí i polinèsia a la seva col·lecció d'enregistraments. Havia decidit establir-se com un pianista de primer nivell abans de promocionar-se com a compositor, encara que va continuar component tant obres originals com escenaris de cançons populars. D'aquest període daten algunes de les seves peces més reeixides i característiques, com ara "Mock Morris", "Handel in the Strand", "Shepherd's Hey" i "Molly on the Shore". El 1908 va obtenir la melodia de "Country Gardens" de l'especialista en música folk Cecil Sharp, encara que no la va convertir en una peça interpretable fins deu anys més tard.
El 1911 Grainger finalment es va sentir prou segur de la seva posició com a pianista per començar a publicar a gran escala les seves composicions. Al mateix temps, va adoptar el nom professional de "Percy Aldridge Grainger" per les seves composicions publicades i aparicions en concerts. En una sèrie de concerts organitzats per Balfour Gardiner al "Queen's Hall" de Londres el març de 1912, cinc de les obres de Grainger es van interpretar amb gran aclamació del públic; la banda de trenta guitarres i mandolines per a la interpretació de "Fathers and Daughters" va crear una impressió particular. El 21 de maig de 1912 Grainger va presentar el primer concert dedicat íntegrament a les seves pròpies composicions, a l'"Aeolian Hall" de Londres; el concert va ser, segons va informar, "un èxit sensacional". La música de Grainger va rebre una acollida igualment entusiasta en una segona sèrie de concerts de Gardiner l'any següent.
El 1905 Grainger va començar una estreta amistat amb Karen Holten, una estudiant de música danesa que li havien recomanat com a alumne de piano. Es va convertir en una important confident; la relació va persistir durant vuit anys, en gran part per correspondència.[nota, 2] Després del seu matrimoni el 1916, ella i Grainger van continuar mantenint correspondència i es van trobar ocasionalment fins a la seva mort el 1953. Grainger es va comprometre breument el 1913 amb una altra alumne, Margot Harrison, però la relació es va esfondrar a causa d'una barreja de l'excés de possessió de Rose i la indecisió de Grainger.

## Maduresa professional
Sortida cap a Amèrica

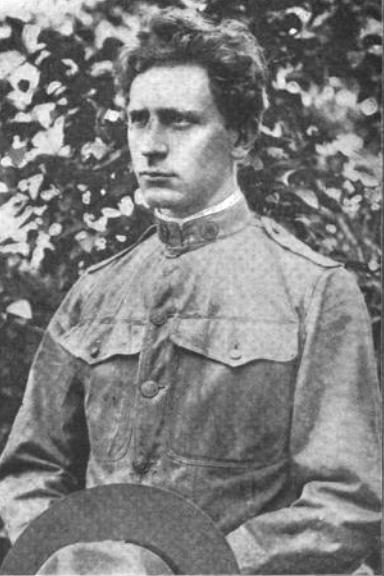
Grainger amb l'uniforme d'un músic de l'exèrcit dels EUA, 1917
L'abril de 1914 Grainger va oferir la seva primera interpretació del concert per a piano de Delius, en un festival de música a Torquay. Thomas Beecham, que era un dels directors convidats del festival, va informar a Delius que "Percy era bo en els passatges forts, però feia massa soroll en els fragments més tranquils". Grainger estava rebent un reconeixement creixent com a compositor; músics i orquestres destacats anaven afegint les seves obres als seus repertoris. La seva decisió de marxar d'Anglaterra cap a Amèrica a principis de setembre de 1914, després de l'esclat de la Primera Guerra Mundial, va danyar la seva reputació entre els seus amics britànics de mentalitat patriòtica. Grainger va escriure que el motiu d'aquesta abrupta sortida va ser "per donar un canvi a la mare": feia anys que estava malament. No obstant això, segons Bird, Grainger va explicar sovint que la seva raó per abandonar Londres era que
| « | "volia emergir com el primer compositor valuós d'Austràlia, i haver-se exposat a la possibilitat de ser assassinat hauria fet que el seu objectiu fos inassolible". | » |

 El crític musical del Daily Telegraph, Robin Legge el va acusar de covardia i li va dir que no esperés una benvinguda a Anglaterra després de la guerra, paraules que van ferir profundament a Grainger.
La primera gira nord-americana de Grainger va començar l'11 de febrer de 1915 amb un recital a l'Aeolian Hall de Nova York. Va tocar obres de Bach, Brahms, Händel i Chopin juntament amb dues composicions pròpies: "Colonial Song" i "Mock Morris". El juliol de 1915, Grainger va registrar formalment la seva intenció de sol·licitar la ciutadania nord-americana. Durant els dos anys següents, els seus compromisos van incloure concerts amb Melba a Boston i Pittsburgh i una actuació de comandament davant el president Woodrow Wilson. A més dels seus concerts, Grainger va aconseguir un contracte amb Duo-Art per fer rotlles de pianola, i va signar un contracte de gravació amb Columbia Records.
L'abril de 1917 Grainger va rebre notícies de la mort del seu pare a Perth. El 9 de juny de 1917, després de l'entrada dels Estats Units a la guerra, es va allistar com a bandman a l'exèrcit dels EUA amb la banda militar de la 15th Coast Artillery a Fort Hamilton. S'havia incorporat com a saxofonista, [nota, 3] tot i que enregistra l'aprenentatge de l'oboè: "Anhelo el temps en què puc tocar el meu oboè prou bé com per tocar a la banda". Durant els seus 18 mesos de servei, Grainger va fer aparicions freqüents com a pianista en concerts de la Creu Roja i Liberty bond. Com a bis habitual va començar a tocar un piano de la melodia "Country Gardens". La peça es va fer popular a l'instant; Les vendes de partitures van batre ràpidament molts rècords editorials. L'obra es convertiria en sinònim del nom de Grainger durant la resta de la seva vida, tot i que va arribar a temps per odiar-lo. El 3 de juny de 1918 es va convertir en ciutadà nord-americà naturalitzat.

## El zenit de la carrera
Després d'abandonar l'exèrcit el gener de 1919, Grainger va rebutjar una oferta per ser director de l'Orquestra Simfònica de Saint Louis i va reprendre la seva carrera com a pianista de concert. Aviat va estar fent uns 120 concerts a l'any, generalment amb gran èxit de la crítica, i l'abril de 1921 va arribar a un públic més ampli actuant en un cinema, el Teatre Capitol de Nova York. Grainger va comentar que l'enorme audiència d'aquests concerts de cinema sovint mostrava més apreciació per la seva interpretació que la de les sales de concerts establertes com el Carnegie Hall i l'Eolian. L'estiu de 1919 va dirigir un curs de tècnica de piano al "Chicago Musical College", la primera de moltes d'aquestes tasques educatives que assumiria en els anys posteriors.
Enmig de les seves tasques de concert i docència, Grainger va trobar temps per tornar a gravar moltes de les seves obres (un hàbit que va mantenir durant tota la seva vida) i també per compondre noves peces: la seva Marcha infantil: Over the Hills and Far Away, i la versió orquestral de El poder de Roma i el cor cristià es van originar en aquest període. També va començar a desenvolupar la tècnica de la partitura elàstica, una forma d'orquestració flexible que permetia que les obres fossin interpretades per diferents nombres de músics i tipus d'instruments, des de petits grups de cambra fins a la força orquestral completa.

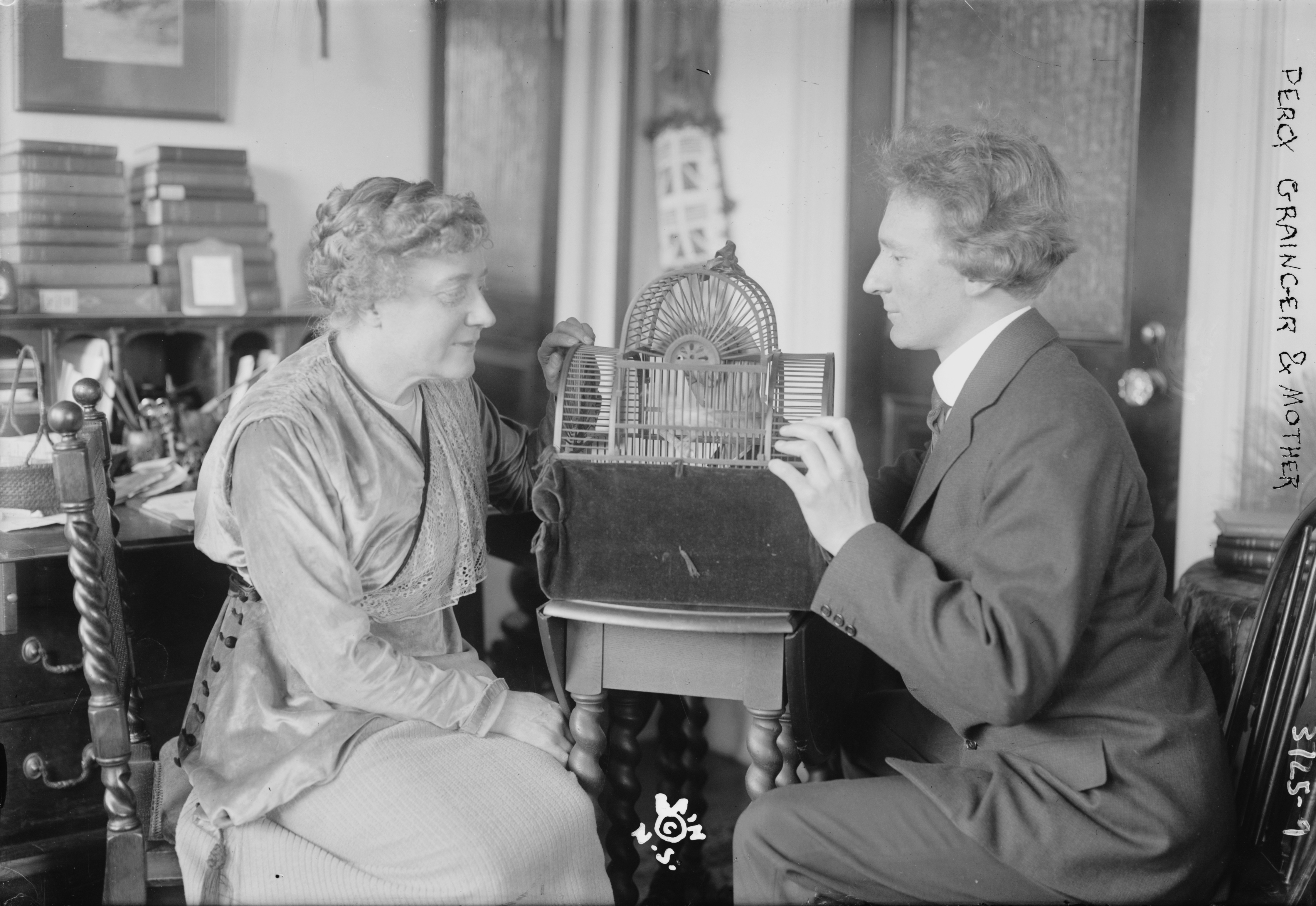
Rose i el seu fill Percy Grainger

L'abril de 1921, Grainger es va traslladar amb la seva mare a una gran casa a White Plains (Nova York), al que ara es coneix com el "Percy Grainger Home and Studio". Aquesta va ser la seva llar durant la resta de la seva vida. Des de principis de 1922 la salut de Rose es va deteriorar bruscament; patia deliris i malsons, i va tenir por que la seva malaltia perjudiqués la carrera del seu fill. A causa de la proximitat del vincle entre ambdós, durant molt de temps hi havia rumors que la seva relació era incestuosa; l'abril de 1922 Rose va ser directament desafiada per aquest tema per la seva amiga Lotta Hough. De la seva última carta a Grainger, del 29 d'abril, sembla que aquest enfrontament va desequilibrar a Rose; el 30 d'abril, mentre Grainger estava de gira per la costa oest, va cercar la seva mort saltant des d'una finestra de l'oficina al pis 18 de l'edifici Eolian a la ciutat de Nova York. La carta, que començava "Estic fora de la meva ment i no puc pensar correctament", li preguntava a Grainger si mai havia parlat amb Lotta d'"amor inadequat". Va signar la carta: "La teva pobre mare boja".

## Anys d'entreguerres
Viatges europeus

Després del funeral de Rose, Grainger va buscar consol per tornar a la feina. La tardor de 1922 va marxar per un viatge d'un any a Europa, on va recollir i gravar cançons populars daneses abans d'una gira de concerts que el va portar a Noruega, Holanda, Alemanya i Anglaterra. A Noruega es va quedar amb Delius a la casa d'estiu d'aquest últim. Delius ja estava gairebé cec; Grainger va ajudar a complir el desig del seu amic de veure una posta de sol noruega portant-lo (amb una mica d'ajuda) al cim d'una muntanya propera. Va tornar a White Plains l'agost de 1923.
Tot i que ara estava menys compromès amb un programa de concerts durant tot l'any, Grainger va seguir sent un intèrpret molt popular. Les seves excentricitats, sovint exagerades per motius publicitaris, van incloure anar a auditoris amb equip de gimnàs i saltar per sobre del piano per crear una gran entrada. El 1924, Grainger es va convertir en vegetarià, tot i que odiava les verdures; la seva dieta consistia principalment en lactis, pastisseria, fruita i fruits secs.
Mentre va continuar revisant i repartint les seves composicions, va treballar cada cop més en arranjaments de música d'altres compositors, en particular obres de Bach, Brahms, Fauré i Delius. Allunyat de la música, la preocupació de Grainger per la cultura nòrdica el va portar a desenvolupar una forma d'anglès que, segons ell, reflectia el caràcter de la llengua abans de la conquesta normanda. Les paraules d'origen normand o llatí van ser substituïdes per formes de paraula suposadament nòrdiques, com ara "banda combinada" (orquestra), "pronunciador" (conferenciant) i "peça escrita" (article). Va anomenar això "d'ulls blaus" en anglès. Les seves conviccions de superioritat nòrdica van fer que Grainger, en cartes als amics, expressés les seves opinions en termes cruament racials i antisemites; l'historiador de la música David Pear descriu a Grainger com "a l'arrel, un fanàtic racial de gran ordre".[nota, 4]
Grainger va fer més viatges a Europa el 1925 i el 1927, recopilant més música folk danesa amb l'ajuda de l'etnòleg octogenari Evald Tang Kristensen; aquest treball va ser la base de la Suite on Danish Folksongs de 1928–30. També va visitar Austràlia i Nova Zelanda, el 1924 i de nou el 1926.

## Matrimoni
El novembre de 1926, mentre tornava a Amèrica, va conèixer Ella Ström, una artista d'origen suec amb qui va establir una estreta amistat. En arribar a Amèrica, la parella es va separar, però es van reunir a Anglaterra la tardor següent després de l'última expedició de cançons populars de Grainger a Dinamarca. L'octubre de 1927 la parella va acceptar casar-se. Ella tenia una filla, Elsie, que havia nascut fora del matrimoni el 1909. Grainger sempre la va reconèixer com a membre de la família i va desenvolupar una relació personal càlida amb ella.

Tot i que Bird afirma que abans de casar-se, Ella no sabia res dels interessos sadomasoquistes de Grainger, en una carta datada el 23 d'abril de 1928 (quatre mesos abans del casament) Grainger li escriu:
| « | "Pel que fa al meu gust, cops [amb el fuet] són més emocionants en els pits, el fons, l'interior de les cuixes, les parts sexuals". | » |

Més tard afegeix:
| « | "Entendré molt bé [sic] si no pots veure de cap manera la teva manera de seguir aquest desig meu tan calent". | » |

La parella es va casar el 9 d'agost de 1928 al Hollywood Bowl, al final d'un concert que, en honor a la núvia, havia inclòs la primera interpretació de la cançó nupcial de Grainger "To a Nordic Princess".

## Pedagog
Des de finals de la dècada de 1920 i principis de la dècada de 1930, Grainger es va implicar cada cop més en el treball educatiu a escoles i universitats, i a finals de 1931 va acceptar un nomenament d'un any per a 1932–33 com a professor de música a la Universitat de Nova York (NYU). En aquest paper va pronunciar una sèrie de conferències sota el títol "Un estudi general de la naturalesa múltiple de la música", que va introduir als seus estudiants a una àmplia gamma d'obres antigues i modernes. El 25 d'octubre de 1932 la seva conferència va ser il·lustrada per Duke Ellington i la seva banda, que van presentar-se en persona; Grainger admirava la música d'Ellington, veient similituds harmòniques amb Delius. En general, però, Grainger no va gaudir del seu mandat a NYU; no li agradava la formalitat institucional i trobava que la universitat generalment poc receptiva a les seves idees. Malgrat moltes ofertes, mai va acceptar un altre nomenament acadèmic formal i va rebutjar totes les ofertes de títols honorífics.[nota, 5] Les seves conferències a Nova York es van convertir en la base d'una sèrie de xerrades de ràdio que va donar per a la Comissió de Radiodifusió d'Austràlia el 1934/35; aquests es van resumir i publicar posteriorment com a "Music: A Commonsense View of All Types". El 1937 Grainger va començar una associació amb el Campament Nacional de Música d'Interlochen, i va ensenyar regularment a les seves escoles d'estiu fins a 1944.

## Innovador
- Més informació: Museu Grainger

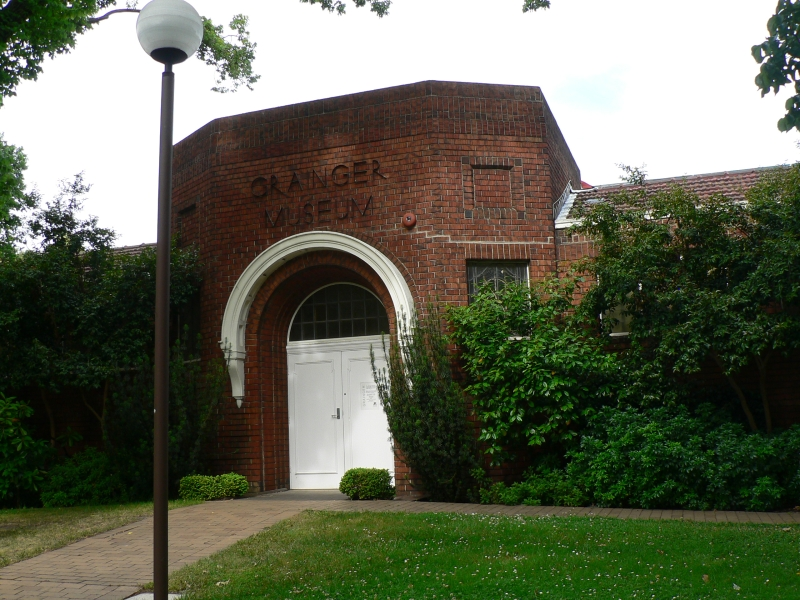
Museum Universitari Grainger a Melbourne

La idea d'establir un Museu Grainger a Austràlia se li va ocórrer per primera vegada a Grainger l'any 1932. Va començar a recollir i recuperar d'amics cartes i artefactes, fins i tot aquells que demostraven els aspectes més privats de la seva vida, com ara fuets, camises tacades de sang i reveladores fotografies. El setembre de 1933 ell i ella van anar a Austràlia per començar a supervisar les obres de construcció. Per finançar el projecte, Grainger es va embarcar en una sèrie de concerts i emissions, en què va sotmetre el seu públic a una àmplia gamma de música del món d'acord amb la seva visió "universalista". De manera controvertida, va defensar els èxits superiors dels compositors nòrdics sobre els mestres tradicionalment reconeguts com Mozart i Beethoven.
Entre diverses idees noves, Grainger va introduir les seves anomenades teories de la "música lliure". Ell creia que la conformitat amb les regles tradicionals d'escales, ritmes i procediments harmònics equivalen a un "pas d'oca absurd", del qual la música s'havia d'alliberar. Va demostrar dues composicions experimentals de música lliure, interpretades inicialment per un quartet de corda i més tard amb l'ús de theremins electrònics. Ell creia que idealment, la música lliure requeria una interpretació no humana, i va passar gran part de la seva vida posterior desenvolupant màquines per realitzar aquesta visió.
Mentre avançava la construcció del museu, els Grainger van visitar Anglaterra durant diversos mesos el 1936, durant els quals Grainger va fer la seva primera emissió de la BBC. En això, va dirigir "Love Verses from The Song of Solomon" en què el tenor solista era l'aleshores desconegut Peter Pears. Després de passar el 1937 a Amèrica, Grainger va tornar a Melbourne el 1938 per a l'obertura oficial del Museu; entre els assistents a la cerimònia hi havia la seva antiga professora de piano Adelaide Burkitt. El museu no es va obrir al públic en general durant la vida de Grainger, però estava disponible per als estudiosos per a la investigació.
A finals de la dècada de 1930, Grainger va passar molt de temps organitzant les seves obres en escenaris per a bandes de vent. Va escriure Lincolnshire Posy per a la convenció de març de 1937 de la American Band Masters' Association a Milwaukee, i el 1939, en la seva última visita a Anglaterra abans de la Segona Guerra Mundial, va compondre The Duke of Marlborough's Fanfare, donant-li el subtítol British War Mood Grows.

## Carrera posterior
Segona Guerra Mundial

L'esclat de la guerra a Europa el setembre de 1939 va reduir els viatges a l'estranger de Grainger. A la tardor de 1940, alarmats perquè la guerra podria precipitar una invasió de la costa est dels Estats Units, ell i Ella es van traslladar a Springfield, Missouri, al centre del continent. A partir de 1940 Grainger va tocar regularment en concerts benèfics, especialment després que l'atac a Pearl Harbor va portar els Estats Units a la guerra el desembre de 1941; l'historiador Robert Simon calcula que Grainger va fer un total de 274 aparicions benèfiques durant els anys de la guerra, moltes d'elles als camps de l'Exèrcit i la Força Aèria. El 1942 una col·lecció dels seus escenaris de Kipling, el cicle Jungle Book, va ser interpretada a vuit ciutats per la banda del "Gustavus Adolphus College" de St. Peter, Minnesota.

## Decadència de la postguerra
Esgotat de la seva rutina de concerts de guerra, Grainger va passar gran part del 1946 de vacances a Europa. Estava patint una sensació de fracàs professional; el 1947, quan es va negar a la Càtedra de Música de la Universitat d'Adelaida, va escriure:
| « | "Si jo fos 40 anys més jove, i no fos tan aixafat per la derrota en totes les branques de la música que he intentat, estic segur que hauria acollit aquesta oportunitat". | » |

 El gener de 1948 va dirigir l'estrena de la seva banda de vent The Power of Rome and the Christian Heart, escrita per a la Goldman Band per celebrar el 70è aniversari del seu fundador. Després, Grainger va denigrar la seva pròpia música com a "comú" mentre elogiava la Suite Française de Darius Milhaud, amb la qual havia compartit el programa.

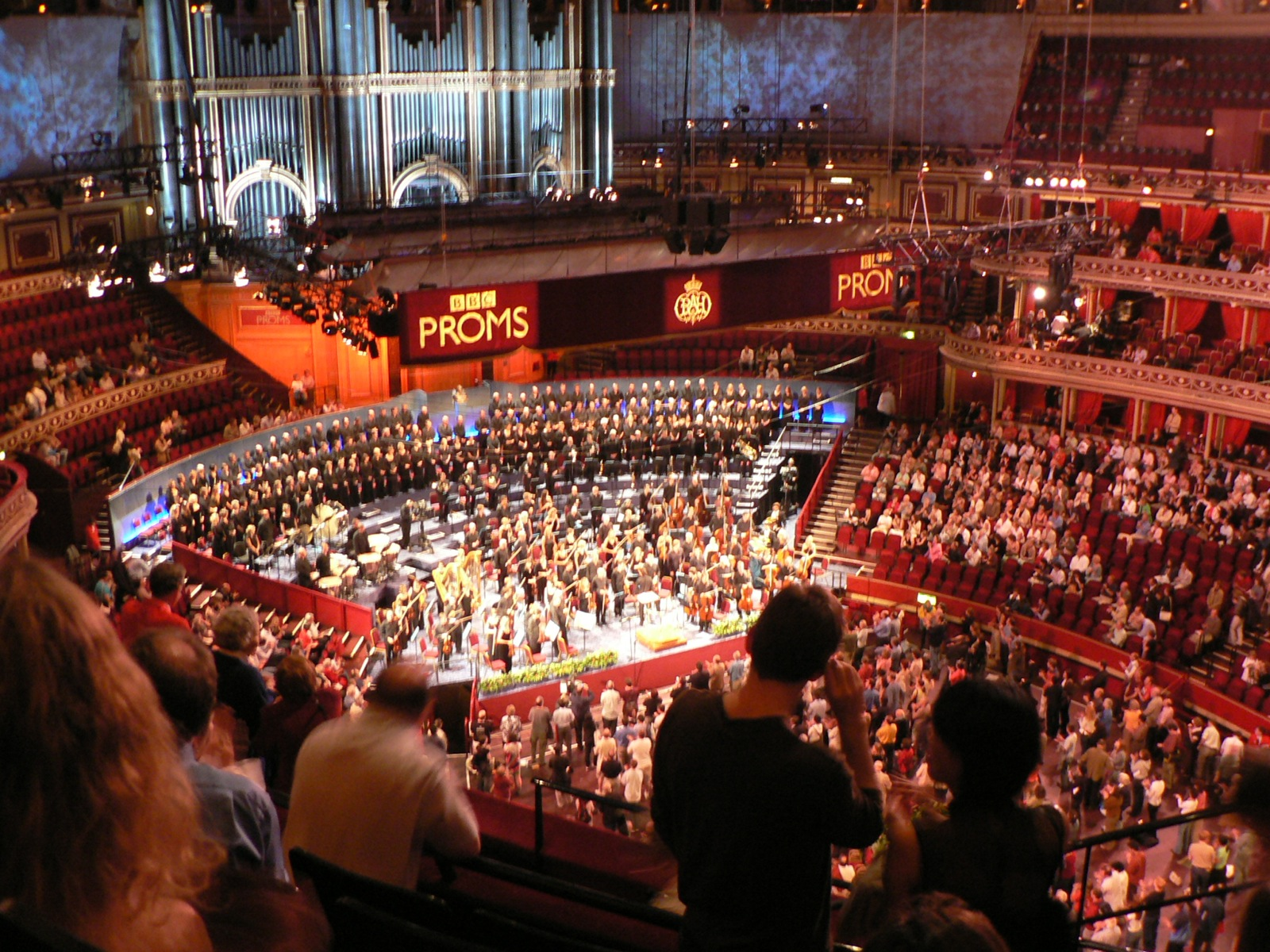
Un concert de Promenade al Royal Albert Hall. La secció de "passeig" és la zona de peu immediatament davant de l'orquestra (fotografia de 2005).

El 10 d'agost de 1948, Grainger va aparèixer als The Proms, tocant la part de piano a la seva Suite on Danish Folksongs amb la London Symphony Orchestra sota la direcció de Basil Cameron. El 18 de setembre va assistir a la Last Night of the Proms, dempeus a la secció del passeig per a la "Fira Brigg de Delius". Durant els anys següents van morir diversos amics: Gardiner el 1950, Quilter i Karen Holten el 1953. L'octubre de 1953 Grainger va ser operat d'un càncer abdominal; la seva lluita contra aquesta malaltia duraria la resta de la seva vida. Va continuar apareixent en concerts, sovint actuant a les esglésies i establiments educatius en lloc de les principals sales de concerts.
El 1954, després de la seva última aparició al Carnegie Hall, la llarga promoció de Grainger de la música de Grieg va ser reconeguda quan el rei Haakon de Noruega li va atorgar la Medalla de Sant Olav. Però expressava una amargor creixent en els seus escrits i correspondència; en una carta al compositor danès Herman Sandby, un amic de tota la vida, va lamentar la continuïtat de la música de la "forma alemanya", i va afirmar que "tota la meva vida compositiva he estat un líder sense seguidors".
Després de 1950, Grainger pràcticament va deixar de compondre. La seva principal activitat creativa en l'última dècada de la seva vida va ser el seu treball amb Burnett Cross, un jove professor de física, a màquines de música lliure. El primer d'ells era un dispositiu relativament senzill controlat per una pianola adaptada. El següent va ser l'"Estey-reed tone-tool", una forma d'harmònica gegant que, Grainger va informar expectant a la seva fillastra Elsie l'abril de 1951, estaria preparada per tocar música lliure "en poques setmanes". Una tercera màquina, la "Cross-Grainger Kangaroo-pouch", es va completar el 1952. Els desenvolupaments en la tecnologia de transistors van animar Grainger i Cross a començar a treballar en una quarta màquina totalment electrònica, que estava incompleta quan Grainger va morir.
El setembre de 1955, Grainger va fer la seva última visita a Austràlia, on va passar nou mesos organitzant i organitzant exposicions per al Museu Grainger. Es va negar a considerar un "Festival Grainger", tal com va suggerir l'"Australian Broadcasting Commission", perquè sentia que la seva terra natal l'havia rebutjat a ell i la seva música. Abans de marxar de Melbourne, va dipositar en un banc un paquet que contenia un assaig i fotografies relacionades amb la seva vida sexual, que no es va obrir fins 10 anys després de la seva mort.

## Darrers anys
El 1957 la salut física de Grainger havia disminuït notablement, igual que els seus poders de concentració. No obstant això, va continuar visitant Gran Bretanya regularment; el maig d'aquell any va fer la seva única aparició televisiva, en un programa "Concert Hour" de la BBC quan va tocar "Handel in the Strand" al piano. De tornada a casa, després d'una cirurgia posterior es va recuperar prou com per emprendre una modesta temporada de concerts d'hivern. En la seva visita a Anglaterra de 1958, va conèixer Benjamin Britten, els dos havien mantingut prèviament una correspondència mútuament elogiosa. Va acceptar visitar el Festival d'Aldeburgh de Britten l'any 1959, però es va prevenir per malaltia. En sentir que la mort s'acostava, va fer un nou testament, llegant el seu esquelet "per a la seva preservació i possible exhibició al Museu Grainger". Aquest desig no es va dur a terme.

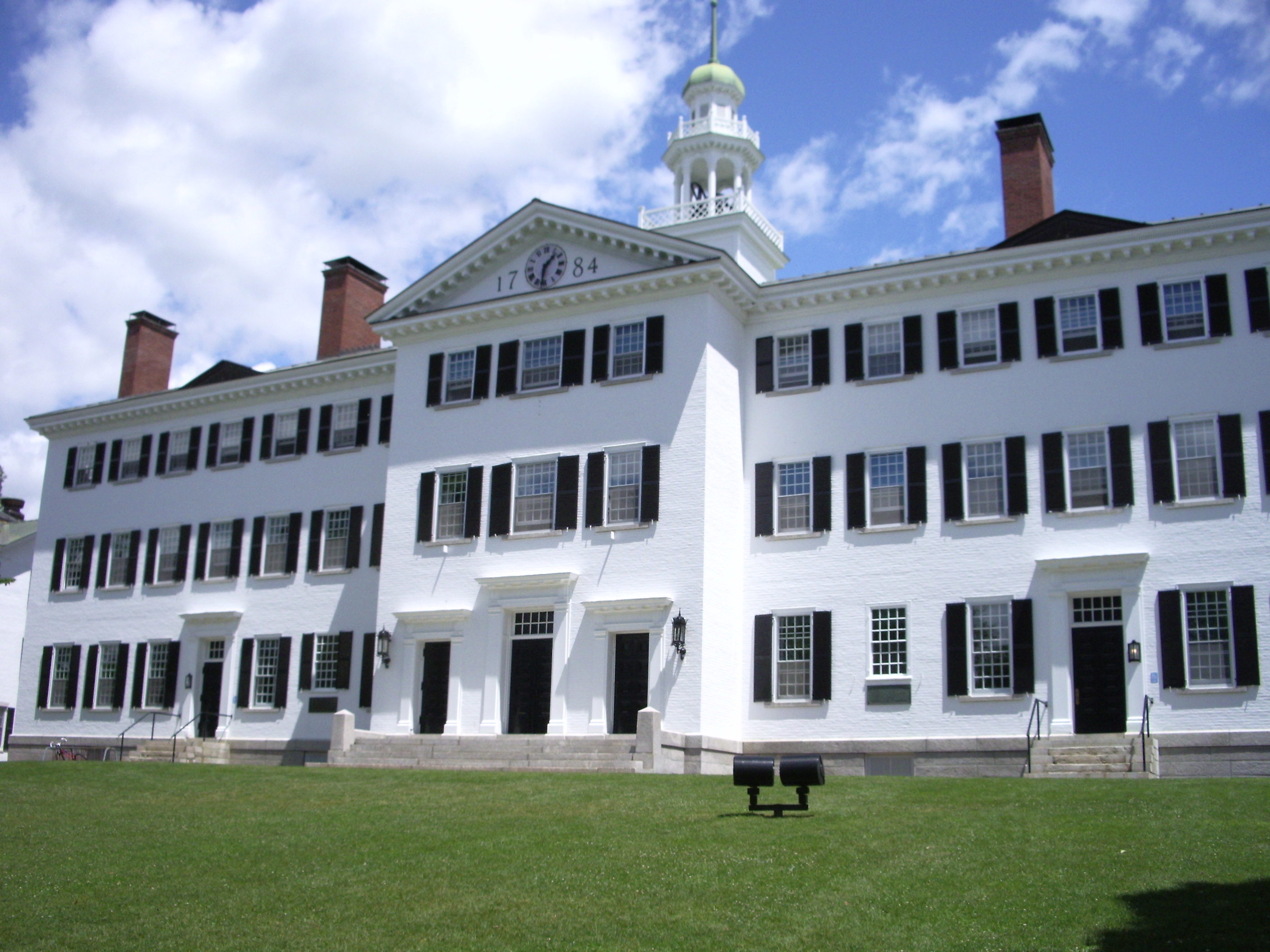
Dartmouth College, lloc de l'últim concert de Grainger, abril de 1960

Durant l'hivern de 1959–60 Grainger va continuar interpretant la seva pròpia música, sovint cobrint llargues distàncies amb autobús o tren; no viatjaria per avió. El 29 d'abril de 1960 va donar el seu últim concert públic, al "Dartmouth College" de Hanover, New Hampshire, encara que a hores d'ara la seva malaltia estava afectant la seva concentració. En aquesta ocasió el seu recital matinal va anar bé, però la seva direcció a la tarda va ser, segons les seves pròpies paraules, "un fiasco". Confinat posteriorment a casa seva, va continuar revisant la seva música i arranjant la dels altres; a l'agost va informar a Elsie que estava treballant en una adaptació d'una de les primeres cançons de Cyril Scott. Les seves últimes cartes, escrites des de l'hospital el desembre de 1960 i gener de 1961, registren els intents de treballar, malgrat la fallada de la vista i les al·lucinacions:
| « | "Porto diversos dies intentant escriure partitura. Però encara no ho he aconseguit". | » |

Grainger va morir a l'hospital de White Plains el 20 de febrer de 1961, a l'edat de 78 anys. Les seves restes van ser enterrades a la volta de la família Aldridge al cementiri de West Terrace, juntament amb les cendres de Rose. La seva esposa li va sobreviure 18 anys; el 1972, als 83 anys, es va casar amb un jove arxiver, Stewart Manville. Va morir a White Plains el 17 de juliol de 1979.

## Música
Per obtenir una llista de les obres musicals de Grainger, vegeu Llista de composicions de Percy Grainger.
Les obres de Grainger es divideixen en dues categories: composicions originals i arranjaments de música popular. A més d'aquests, va escriure molts escenaris d'obres d'altres compositors. Malgrat la seva formació al conservatori, es va rebel·lar contra les disciplines de la tradició centreeuropea, rebutjant en gran manera les formes convencionals com la simfonia, la sonata, el concert i l'òpera. Amb poques excepcions, les seves composicions originals són miniatures, amb una durada d'entre dos i vuit minuts. Només algunes de les seves obres es van originar com a peces per a piano, encara que en el seu moment gairebé totes van ser, segons la seva frase, "destacadas" en versions per a piano.
El director d'orquestra John Eliot Gardiner descriu Grainger com "un autèntic original en termes d'orquestració i instrumentació imaginativa", la concisió del qual d'expressió recorda en l'estil tant de la Segona Escola vienesa del segle XX com dels madrigalistes italians dels segles XVI i XVII. Malcolm Gillies, un erudit de Grainger, escriu sobre l'estil de Grainger que "ja saps que és 'Grainger' quan has sentit parlar d'un segon d'una peça". Gillies argumenta que la característica més individual de la música és la seva textura: "la trama de la tela", segons Grainger. Grainger defineix diferents textures com a "suau", "grana" i "espinosa".
Grainger era un demòcrata musical; creia que en una actuació el paper de cada músic hauria de tenir la mateixa importància. La seva tècnica de puntuació elàstica es va desenvolupar per permetre que grups de totes les mides i combinacions d'instruments puguin oferir interpretacions efectives de la seva música. L'experimentació és evident en les primeres obres de Grainger; ritmes irregulars basats en canvis ràpids de signatura de temps es van utilitzar en Love Verses de "The Song of Solomon" (1899) i Train Music (1901), molt abans que Stravinski adoptés aquesta pràctica. A la recerca de sons específics, Grainger va utilitzar instruments i tècniques poc convencionals: solovox, theremins, marimbas, ulleres musicals, harmoniums, banjos i ukeleles. En un primer concert de música folk, Quilter i Scott van ser reclutats com a intèrprets, per xiular diverses parts. A "Random Round" (1912–14), inspirat en la creació musical comunal que havia escoltat a les illes del Pacífic en la seva segona gira per Australàsia, Grainger va introduir un element d'atzar en les actuacions; vocalistes i instrumentistes individuals podien fer eleccions aleatòries d'un menú de variacions. Aquest experiment de composició aleatòria va presagiar durant moltes dècades l'ús de procediments similars per part de compositors d'avantguarda com Luciano Berio i Karlheinz Stockhausen.

La breu "Sea Song" de 1907 va ser un primer intent de Grainger d'escriure música "beatless". Aquest treball, inicialment format en 14 compassos irregulars i ocupant uns 15 segons de temps d'execució, va ser un precursor dels experiments de música lliure de Grainger dels anys trenta. Grainger va escriure:
| « | "Em sembla absurd viure en una època de vol i, tanmateix, no poder executar lliscaments i corbes tonals". La idea de la llibertat tonal, deia, havia estat al seu cap des que de nen d'onze o dotze anys havia observat els moviments de les ones al mar. A la natura escoltem tot tipus de combinacions de tons "lliures" (no harmòniques) "lliures" i commovedores, però no podem incorporar aquestes belleses... a l'art de la música a causa de les nostres nocions arcaiques d'harmonia." | » |

En una carta de 1941 a Scott, Grainger va reconèixer que no havia pogut produir cap obra a gran escala a la manera d'un oratori de Bach, una òpera de Wagner o una simfonia de Brahms, però va excusar aquest fracàs perquè totes les seves obres anteriors la meitat de la dècada de 1930 havia estat mers preparatius per a la seva música lliure.
Com a estudiant, Grainger havia après a apreciar la música de Grieg i va arribar a considerar el noruec com un model de bellesa i grandesa nòrdica. Grieg, al seu torn, va descriure Grainger com un nou camí a seguir per a la composició anglesa, "molt diferent d'Elgar, molt original". Després de tota una vida interpretant les obres de Grieg, el 1944 Grainger va començar a adaptar la Sonata per a piano en mi menor del noruec, op. 7 com a "Grieg-Grainger Symphony", però va abandonar el projecte després d'escriure 16 compassos de música. En aquest moment, Grainger va reconèixer que no havia complert les grans expectatives que Grieg tenia d'ell, ni com a compositor ni com a pianista. També va reflexionar sobre si hauria estat millor, des del punt de vista de la seva evolució com a compositor, si no hagués conegut mai els Grieg, "per molt dolços i estimats que fossin per a mi".
Grainger era conegut per la seva experimentació musical i no va dubtar a explotar les capacitats de l'orquestra. Una de les primeres obres ambicioses va ser The Warriors (1913), una peça orquestral de 18 minuts, subtitulada "Música per a un ballet imaginari", que va dedicar a Delius. La música, que barreja elements d'altres obres de Grainger amb referències a Arnold Bax, Arnold Schoenberg i Richard Strauss, requereix un gran conjunt orquestral al costat d'almenys tres pianos (en una actuació, Grainger va utilitzar dinou pianos amb trenta pianistes) per ser interpretat per "intèrprets excepcionalment forts i vigorosos". Els crítics estaven indecisos sobre si l'obra era "magnífica" o simplement "un magnífic fracàs".

## Llegat

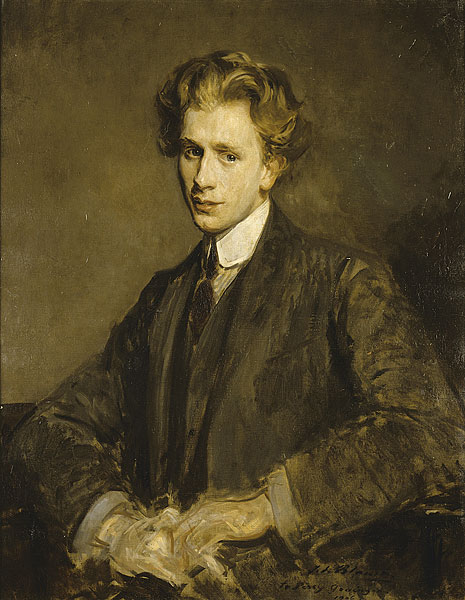
Retrat de Grainger per Jacques-Émile Blanche, 1906

Grainger es considerava un compositor australià que, va dir, va escriure música "amb l'esperança de portar honor i fama a la meva terra natal". No obstant això, gran part de la vida laboral de Grainger es va passar en altres llocs, i fins a quin punt va influir la música australiana, durant la seva vida i després, és discutible. Els seus esforços per educar el públic musical australià a mitjans de la dècada de 1930 van ser rebuts amb indiferència i no van atreure deixebles; escrivint el 2010, l'acadèmic i crític Roger Covell identifica només un important músic contemporani australià: el cornista d'origen anglès, pianista i director d'orquestra David Stanhope - que treballa en l'idioma Grainger. El 1956, el suggeriment del compositor Keith Humble que Grainger fos convidat a escriure música per a l'obertura dels Jocs Olímpics d'estiu de 1956 a Melbourne va ser rebutjat pels organitzadors dels Jocs. El 1970 es va celebrar a Londres un "Festival Percy Grainger", organitzat pels expatriats australians Bryan Fairfax i William McKie i amb el suport financer del govern australià.
Grainger va ser un ateu de tota la vida i creia que només perduraria en el cos de treball que va deixar enrere. Per ajudar a aquesta supervivència, va establir el Museu Grainger a Melbourne, al qual es va prestar poca atenció abans de mitjans de la dècada de 1970; inicialment es va considerar com una prova d'un ego massa gran o d'excentricitat extrema. Des d'aleshores, el compromís de la Universitat de Melbourne amb el museu, assegura Covell, "l'ha rescatat permanentment de la denigració i el menyspreu acadèmic". Les seves grans quantitats de materials s'han utilitzat per investigar no només la vida i les obres de Grainger, sinó també les dels contemporanis que Grainger havia conegut: Grieg, Delius, Scott i altres. La casa Grainger al número 7 de Cromwell Place, White Plains, Nova York, és ara la Biblioteca Percy Grainger i és un dipòsit addicional de records i material d'actuació històrica, obert a investigadors i visitants.
A Gran Bretanya, el llegat principal de Grainger és el renaixement de l'interès per la música folk. El seu treball pioner en l'enregistrament i ambientació de cançons populars va influir molt en la següent generació de compositors anglesos; Benjamin Britten va reconèixer l'australià com el seu mestre en aquest sentit. Després d'escoltar una retransmissió d'alguns escenaris de Grainger, Britten va declarar que aquests "tots els arranjaments de Vaughan Williams i R. O. Morris caven en un barret". Als Estats Units, Grainger va deixar un fort llegat educatiu gràcies a la seva implicació, durant més de 40 anys, amb estudiants de secundària, escola d'estiu i universitat. De la mateixa manera, els seus enfocaments innovadors a la instrumentació i la partitura han deixat empremta en la música de banda nord-americana moderna; Timothy Reynish, director i professor de música de banda a Europa i Amèrica, l'ha descrit com "l'únic compositor de talla que considera les bandes militars, iguals, si no superiors, en potencial expressiu a les orquestres simfòniques." Els intents de Grainger de produir "música lliure" per mitjans mecànics i més tard electrònics, que considerava la seva obra més important, no van produir cap seguiment; van ser ràpidament superats i anul·lats pels nous avenços tecnològics. No obstant això, Covell remarca que en aquest esforç, l'enginy i l'enginyós ús de Grainger dels materials disponibles demostren un aspecte particularment australià del caràcter del compositor, un dels quals Grainger hauria estat orgullós.

## Avaluació
El 1945, Grainger va idear un sistema de classificació informal per a compositors i estils musicals, basat en criteris que incloïen originalitat, complexitat i bellesa. De 40 compositors i estils, es va classificar igualment novè, per darrere de Wagner i Delius, però molt per davant de Grieg i Txaikovski. No obstant això, en els seus darrers anys va denigrar amb freqüència la seva carrera, per exemple escrivint a Scott: "Mai he estat un veritable músic o veritable artista". El seu fracàs en ser reconegut com a compositor per qualsevol cosa més enllà dels seus arranjaments populars de cançons populars va ser una font de frustració i decepció; durant anys després de la seva mort, la major part de la seva producció va romandre en gran part sense interpretar. A partir de la dècada de 1990, un augment en el nombre d'enregistraments de Grainger ha fet reviure l'interès per les seves obres i ha millorat la seva reputació com a compositor. Un homenatge sense signar publicat al lloc web de Gramophone el febrer de 2011 per commemorar el 50è aniversari de la mort de Grainger opinava que 
| « | "tot i que mai se'l posaria en un pedestal per unir-se al panteó dels immortals, és poc ortodox, original i mereix millor que ser acomiadat pels àrbitres més alts del gust musical". | » |

Sobre Grainger el pianista, el crític del The New York Times Harold C. Schonberg va escriure que el seu estil únic s'expressava amb "una habilitat, una personalitat i un vigor sorprenents". L'entusiasme primerenc que havia rebut les seves aparicions en concerts es va apagar en anys posteriors, i les ressenyes de les seves actuacions durant els darrers deu anys de la seva vida sovint eren dures. No obstant això, Britten va considerar l'enregistrament tardà de Grainger del concert de Grieg, d'una actuació en directe a Aarhus el 1957, com "un dels més nobles que s'han compromès mai a gravar", malgrat la supressió del disc durant molts anys, a causa de la proliferació de notes incorrectes. i altres faltes. Brian Allison del Museu Grainger, referint-se a les primeres mostres d'habilitats artístiques de Grainger, ha especulat que si no s'hagués eliminat la influència de John Grainger,
| « | "Percy Aldridge Grainger avui pot ser recordat com un dels principals pintors i dissenyadors d'Austràlia, que acabava de tenir un talent latent com a pianista i compositor". | » |

L'etnomusicòleg John Blacking, tot i reconèixer la contribució de Grainger als aspectes socials i culturals de la música, no obstant això, escriu que si el fonament continental de l'educació musical de Grainger no hagués estat
| « | "soscavat pel diletantisme i la desastrosa influència de la seva mare, estic segur que la seva última contribució. al món de la música hauria estat molt més gran". | » |

## Enregistraments
Entre 1908 i 1957 Grainger va fer nombrosos enregistraments, generalment com a pianista o director d'orquestra, de la seva pròpia música i d'altres compositors. Els seus primers enregistraments, per a The Gramophone Company Ltd (més tard HMV), van incloure la cadenza del concert per a piano de Grieg; no va gravar una versió completa d'aquest treball en disc fins al 1945. Gran part del seu treball de gravació es va fer entre 1917 i 1931, sota contracte amb Columbia. En altres ocasions va gravar per a Decca (1944–45 i 1957) i Vanguard (1957). De les seves pròpies composicions i arranjaments, "Country Gardens", "Shepherd's Hey" i "Molly on the Shore" i "Lincolnshire Posy" es van gravar amb més freqüència; En els enregistraments d'altres compositors, les obres per a piano de Bach, Brahms, Chopin, Grieg, Liszt i Schumann apareixen més sovint. Els enregistraments complets de piano solista de 78 rpm de Grainger ja estan disponibles en disc compacte com a caixa de CD.
Durant la seva associació amb la companyia Duo-Art entre 1915 i 1932, Grainger va fer uns 80 rotllos de piano amb música pròpia i d'altres persones utilitzant un robot de fusta dissenyat per tocar un piano de cua de concert mitjançant una sèrie de dits i peus mecànics de precisió; Les reproduccions de molts d'aquests rolls s'han gravat posteriorment en un disc compacte (CD). Aquest sistema de reproducció va permetre a Grainger fer una aparició pòstuma a l'Albert Hall de Londres durant l'última nit dels Proms de 1988 com a solista amb l'Orquestra Simfònica de la BBC en el Concert per a piano de Grieg.
Des de la mort de Grainger, molts artistes han fet enregistraments de les seves obres i s'han publicat sota diferents segells. L'any 1995, Chandos Records va començar a compilar una edició completa enregistrada de les composicions originals i els escenaris folk de Grainger. Dels 25 volums previstos, 19 s'havien completat a partir del 2010; aquests es van publicar com a CD en caixa el 2011, per commemorar el 50è aniversari de la mort del compositor. Al gener de 2021 es va publicar una reedició juntament amb dos CD addicionals per commemorar el 60è aniversari de la mort del compositor.